# Папа Валентин
Папа Валентин (лат. Valentinus;10. октобар 827.) је био 100. папа од августа 827. до септембра 827.